# Blohm & Voss P 214
Die Blohm & Voss P 214 war eine Studie eines einsitzigen deutschen Jagdflugzeugs aus dem Jahr 1945 im Rahmen des Jägernotprogramms.

## Geschichte
Das vom Sommer bis zum Herbst 1944 erarbeitete Projekt wurde offiziell als Bemannte Fla-Bombe (Fla: kurz für Flugabwehr) bezeichnet. Es handelt sich um ein Flugzeug, das durch einen Flugzeugführer gesteuert, eine starke Sprengladung an den feindlichen Bomberverband heranbringen sollte. In genügender Nähe des Verbandes sollte der Pilot abspringen und die nunmehr unbemannte Maschine mit ihrer Sprengladung zur Explosion bringen. Da das Abspringen im Anflug zwar theoretisch möglich, aber praktisch wahrscheinlich ausgeschlossen war, kann man dies als eine „Selbstmordbombe“ bezeichnen.

## Technische Daten
| Kenngröße    | Daten   |
| ------------ | ------- |
| Besatzung    | 1       |
| Spannweite   | 7,00 m  |
| Länge        | 7,25 m  |
| Flügelfläche | 10 m²   |
| Startmasse   | 3600 kg |